# Mačuge
Mačuge (en serbe cyrillique : Мачуге) est un village du sud du Monténégro, dans la municipalité de Bar.

## Démographie

### Évolution historique de la population
| 1948 | 1953 | 1961 | 1971 | 1981 | 1991 | 2003 |
| ---- | ---- | ---- | ---- | ---- | ---- | ---- |
| 92   | 91   | 63   | 25   | 7    | 4    | 6    |